# Louis Joux
Louis Joux, né le 6 février 1888 et mort le 9 juillet 1949, est un joueur de football international belge actif au début du XXe siècle. Il a joué toute sa carrière pour le Léopold Club de Bruxelles au poste de milieu de terrain.

## Carrière en club
Louis Joux fait ses débuts avec l'équipe première du Léopold Club de Bruxelles en 1904, à l'âge de seize ans. Le club fait partie des fondateurs du championnat de Belgique mais n'a pratiquement jamais joué les premiers rôles, étant plutôt habitué à la deuxième moitié du classement. Bien qu'il ne joue pas pour un des ténors du championnat, Louis Joux est appelé à deux reprises en équipe nationale belge, en 1908 et en 1910. Sauvé de justesse plusieurs saisons de suite, le Léopold termine dernier en 1912 et est relégué en Promotion, le second niveau national. Le joueur reste fidèle à ses couleurs après la relégation et l'aide à conquérir la deuxième place, à deux points du champion, l'ARA La Gantoise, ce qui lui permet de remonter directement parmi l'élite nationale. Louis Joux n'accompagne pas ses équipiers et met un terme à sa carrière de joueur une fois la montée acquise.

### Statistiques
| Saison                | Club                  | Championnat           | Championnat | Championnat | Coupe(s) nationale(s) | Coupe(s) nationale(s) | Total | Total |
| Saison                | Club                  | Division              | M.          | B.          | M.                    | B.                    | M.    | B.    |
| 1904-1905             | Léopold CB            | Division 1            | -           | -           | 0                     | 0                     | 0     | 0     |
| 1905-1906             | Léopold CB            | Division 1            | -           | -           | 0                     | 0                     | 0     | 0     |
| 1906-1907             | Léopold CB            | Division 1            | -           | -           | 0                     | 0                     | 0     | 0     |
| 1907-1908             | Léopold CB            | Division 1            | -           | -           | 0                     | 0                     | 0     | 0     |
| 1908-1909             | Léopold CB            | Division 1            | -           | -           | 0                     | 0                     | 0     | 0     |
| 1909-1910             | Léopold CB            | Division 1            | -           | -           | 0                     | 0                     | 0     | 0     |
| 1910-1911             | Léopold CB            | Division 1            | -           | -           | 0                     | 0                     | 0     | 0     |
| 1911-1912             | Léopold CB            | Division 1            | -           | -           | 0                     | 0                     | 0     | 0     |
| 1912-1913             | Léopold CB            | Division 2            | -           | -           | 0                     | 0                     | 0     | 0     |
| Total sur la carrière | Total sur la carrière | Total sur la carrière | 1           | -           | -                     | -                     | 1     | 0     |

## Carrière en équipe nationale
Louis Joux est convoqué à deux reprises en équipe nationale belge, pour autant de matches joués. Il dispute son premier match avec les « Diables Rouges » le 26 octobre 1908 lors d'un match amical contre la Suède, pour ce qui est la première confrontation entre les deux pays et le premier match opposant la Belgique à une autre nation que la France ou les Pays-Bas. Il doit attendre un an et demi avant de jouer un second match. Celui-ci est un match amical opposant la Belgique à l'Allemagne pour la première fois. La rencontre se solde sur une victoire 0-3 des Belges, ce qui constitue encore aujourd'hui la seule défaite à domicile des Allemands contre leur voisin.

### Liste des sélections internationales
Le tableau ci-dessous reprend toutes les sélections de Louis Joux. Le score de la Belgique est toujours indiqué en gras.
| Date       | Compétition  | Adversaire | Lieu      | Score | Remarque |
| ---------- | ------------ | ---------- | --------- | ----- | -------- |
| 26/10/1908 | Match amical | Suède      | Bruxelles | 2-1   |          |
| 16/05/1910 | Match amical | Allemagne  | Duisbourg | 0-3   |          |